# Palacio Río Branco (Acre)
El Palacio Río Branco es la sede del gobierno del estado de Acre, ubicado en la ciudad de Río Branco al oeste de Brasil y construido en 1930 en estilo neo-griego y art deco.
Hoy en día, los locales y los turistas pueden disfrutar de la belleza del espacio que es uno de los hitos del proyecto de modernización de Río Branco en un momento en que los edificios eran de madera. Con visión de futuro , el entonces gobernador Hugo Carneiro comenzó la construcción de una serie de edificios de mampostería , rompiendo barreras y obstáculos con un proyecto de una logística muy compleja para esos momentos .
Por lo tanto , el Palacio se constituye efectivamente en un hito de la modernidad en muchos aspectos . En los años 1980 y 1990 , sin embargo , sufrió un abandono drástico y algunos de sus valores fueron desaparecieron o fueron dañados .
Abierto al público de martes a domingo (y días de fiesta también) el Palacio ha comenzado a recibir a miles de visitantes. En 2006 solamente unos 22.000 nacionales y turistas entraron al lugar. En 2007, el número casi se duplicó: nada menos que 40309 visitaron el Palacio.